# Daigo Hasegawa
Daigo Hasegawa (jap. 長谷川 大悟 Hasegawa Daigo; * 27. Februar 1990 in Yokohama) ist ein japanischer Leichtathlet, der sich auf den Dreisprung spezialisiert hat.

## Sportliche Laufbahn
Erste internationale Erfahrungen sammelte Daigo Hasegawa im Jahr 2011, als er bei den Asienmeisterschaften in Kōbe mit einer Weite von 15,76 m den siebten Platz belegte. 2014 erreichte er bei den Hallenasienmeisterschaften in Hangzhou mit 15,81 m Rang sieben und im Jahr darauf wurde er bei den Asienmeisterschaften in Wuhan mit 16,36 m Sechster. 2016 qualifizierte er sich für die Teilnahme an den Olympischen Spielen in Rio de Janeiro, bei denen er mit 16,17 m den Einzug ins Finale verpasste.

## Persönliche Bestleistungen
- Dreisprung: 16,88 m (+0,2 m/s), 29. April 2016 in Hiroshima
  - Dreisprung (Halle): 15,81 m, 16. Februar 2014 in Hangzhou